# A Vida Passa
A Vida Passa é uma peça teatral brasileira escrita por Miguel Falabella e é a continuação de seu maior sucesso, A Partilha. Escrita 10 anos depois, estreou no Brasil em 2000.

## Elenco
A peça contou com todas as atrizes do elenco original revivendo seus papéis anos depois.
- Susana Vieira - Regina
- Arlete Salles - Maria Lúcia
- Natália do Valle - Selma
- Thereza Pfeifer - Laura

## Sinopse
A peça mostra os rumos que cada uma das quatro irmãs tomou após os eventos de A Partilha. 